# Trophée Martini & Rossi
Ne pas confondre avec la Coupe Martini Rossi.
Le Trofeo Martini & Rossi est une récompense décernée durant les années 1940 et 1950 par l'entreprise de boissons alcoolisées Martini & Rossi au club espagnol de Première division qui obtenait le meilleur goal-average en championnat d'Espagne. 
Le trophée est instauré en 1948. Il s'agit d'une coupe de un mètre de haut inspirée par le classicisme grec. Le club qui remportait trois fois le trophée (consécutivement ou pas) avait le droit de le conserver définitivement. Plus tard, la règle fut changée en trois victoires consécutives ou cinq non-consécutives. Le FC Barcelone devient propriétaire du trophée en 1954.
En 1956, un nouveau trophée est créé qui représente cette fois une statue de forme humaine en or et argent de 125 centimètres de haut œuvre de la bijouterie Baguès. À partir de 1960, il n'est plus fait mention dans la presse du Trophée Martini & Rossi.

## Palmarès
| Saison                                                   | Vainqueur          | Résultat  |
| -------------------------------------------------------- | ------------------ | --------- |
| 1948 - 1949                                              | Valence CF         | 78-47 +31 |
| 1949 - 1950                                              | Valence CF         | 71-43 +28 |
| 1950 - 1951                                              | Atlético de Madrid | 87-50 +37 |
| 1951 - 1952                                              | FC Barcelone       | 92-43 +49 |
| 1952 - 1953                                              | FC Barcelone       | 82-43 +39 |
| 1953 - 1954                                              | FC Barcelone       | 74-39 +35 |
| Le FC Barcelone remporte le trophée de façon définitive. |                    |           |
| 1955 - 1956                                              | Athletic Bilbao    | 79-31 +48 |
| 1956 - 1957                                              | Real Madrid        | 74-35 +39 |
| 1957 - 1958                                              | Real Madrid        | 71-26 +45 |
| 1958 - 1959                                              | FC Barcelone       | 96-26 +70 |
| 1959 - 1960                                              | FC Barcelone       | 86-28 +58 |